# Pietro Castrucci
Pietro Castrucci, né en 1679 à Rome et mort le 7 mars 1752 à Dublin, était un violoniste et compositeur italien du XVIIIe siècle.

## Biographie

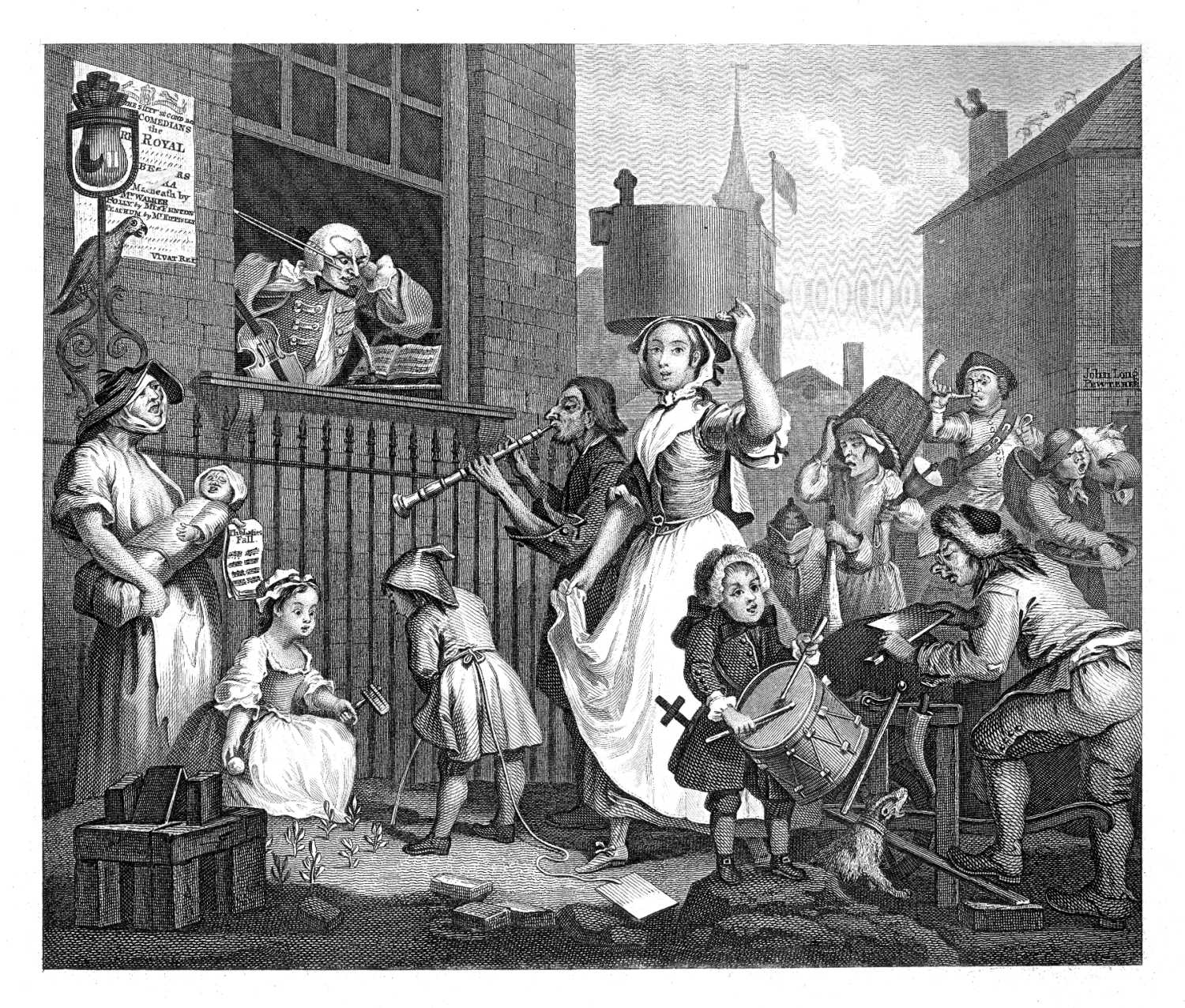
Castrucci caricaturé par Hogarth (The enraged musician)

Probablement élève de Corelli, Pietro Castrucci se rend à Londres en 1715, a conduit l’orchestre d'opéra de Handel à Londres pendant plus de 22 ans et a été un violoniste très populaire. Il a inventé la violetta marina (un type de viole d’amour), jouée par lui et son jeune frère Prospero (mort en 1760) dans la chanson du sommeil de Orlando de Handel. Ses œuvres incluent des sonates pour violon dans un style virtuose, des sonates pour flûte et des concerti grossi.

### Dictionnaires et encyclopédies
- Theodore Baker et Alain Pâris (trad. Marie-Stella Pâris), Dictionnaire biographique des musiciens, R. Laffont, 1995 (ISBN 2-221-90103-7, 978-2-221-90103-8 et 2-221-06510-7, OCLC 896013421, lire en ligne)